# Neobisium reimoseri
Neobisium reimoseri es una especie de arácnido del orden Pseudoscorpionida de la familia Neobisiidae.
Presenta las subespecies:
- Neobisium reimoseri croaticum
- Neobisium reimoseri reimoseri

## Distribución geográfica
Se encuentra en los territorios que antes se llamaban Yugoslavia.